# Argent (album)
Pour les articles homonymes, voir Argent (homonymie).
Albums de Argent
Ring of Hands
(1971)
Argent est le premier album du groupe britannique de rock Argent. Il est sorti en 1970 sur le label Epic Records.

## Histoire
La chanson Liar (en), composée par le guitariste Russ Ballard (en), devient un tube en 1971 dans sa reprise par le groupe Three Dog Night.

## Fiche technique

### Chansons
Toutes les chansons sont écrites et composées par Rod Argent et Chris White, sauf mention contraire.
| 1. | Like Honey         |                   | 3:15 |
| 2. | Liar (en)          | Russ Ballard (en) | 3:14 |
| 3. | Be Free            |                   | 3:52 |
| 4. | Schoolgirl         | Russ Ballard      | 3:22 |
| 5. | Dance in the Smoke |                   | 6:19 |

| 6.  | Lonely Hard Road     | Russ Ballard | 4:24 |
| 7.  | The Feeling's Inside |              | 3:51 |
| 8.  | Freefall             |              | 3:21 |
| 9.  | Stepping Stone       |              | 4:40 |
| 10. | Bring You Joy        | Russ Ballard | 4:11 |

### Musiciens
- Rod Argent : orgue, piano, chant sur Like Honey, Dance in the Smoke, The Feeling's Inside et Freefall, chœurs
- Russ Ballard (en) : guitare, chant sur Liar, Be Free, Schoolgirl, Lonely Hard Road, Stepping Stone et Bring You Joy, chœurs, piano sur Lonely Hard Road
- Jim Rodford : basse, chœurs
- Bob Henrit : batterie, percussions

### Équipe de production
- Rod Argent, Chris White : producteurs
- Jerry Boys : ingénieur du son
- Tony Lane : pochette